# Yang Xianyi

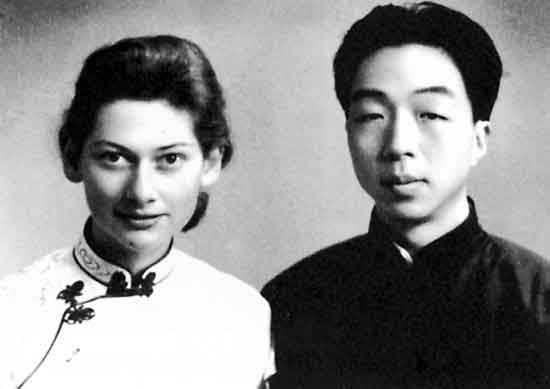
Trouwfoto van Yang Xianyi en zijn echtgenote Gladys Yang.

Yang Xianyi (楊憲益, Wade-Giles Yang Hsien-i) (Tianjin, 10 januari 1915 - 23 november 2009) was een Chinees vertaler. Hij werkte veel samen met zijn vrouw, vertaler Gladys Yang.
Yang Xianyi was afkomstig uit een rijke familie van bankiers en ging in 1936 naar Oxford om klassieke talen te gaan studeren. Samen met zijn vrouw Gladys Yang, die hij daar had leren kennen, keerde hij in 1940 terug naar China en samen begonnen zij een jarenlang activiteit om Chinese klassiekers te introduceren in de Engelssprekende wereld. Samen werkten zij voor de overheidsuitgeverij Foreign Languages Press in Beijing en vertaalden klassieke Chinese poëzie en klassieke romans zoals de Droom van de Rode Kamer, The Scholars, De reizen van Oud Afval (老殘遊記) en werken van Lu Xun.
Yang was ook de eerste die de Odyssee in het Chinees vertaalde. Hij vertaalde ook Ornites van Aristophanes, de Georgica van Vergilius, het Roelantslied en Pygmalion van George Bernard Shaw naar het Chinees. Hij ontsnapte op het nippertje aan de catalogisering als "rechts" in 1957-58. In de Culturele Revolutie werd het echtpaar jarenlang gescheiden van elkaar opgesloten. Yang Xianyi kwam vrij in 1972, een paar dagen voor zijn vrouw Gladys.
Yang is ook bekend door het schrijven van knittelverzen. Zijn autobiografie White Tiger verscheen in 2003. Yang Xianyi en Gladys Yang kregen samen twee dochters en een zoon. Hun zoon pleegde in 1979 zelfmoord, na psychisch beschadigd te zijn geraakt tijdens de Culturele Revolutie.